# 衛伯玉
衛伯玉（?—776年），唐朝軍事人物。
早年習武。天寶年間在安西鎮守，以功遷员外诸卫将军。安史之乱时，回长安任神策军兵马使，鎮陝州，由魚朝恩監其軍。至德元年（756年）正月，史朝义夜袭陕州，伯玉迎击於礓子岭（今陕县菜园乡），敗之。是年冬天再攻史朝义，奪下渑池等县。乾元二年（759年），击败李归仁部，封羽林大将军。上元二年（761年），史思明围长安，史朝义寇陝州，伯玉擊之於礓子岭，十月，陸續攻克永宁、渑池、福昌、长水等县。以功封河东郡公。广德元年（763年），任荆南节度使，再封城阳郡王。大历十一年二月入觐，病死京师。

## 延伸阅读
[在维基数据编辑]
 《舊唐書·卷115》，出自刘昫《舊唐書》
 《新唐書·卷141》，出自《新唐書》